# Gentian Selmani
Gentian Selmani (* 9. März 1998 in Kruja, Albanien) ist ein albanischer Fußballspieler, der seit Februar 2021 bei Boluspor unter Vertrag steht. Er spielt auf der Position des Torwarts.

## Karriere

### Verein
Selmani begann seine Jugendkarriere bei FK Partizani Tirana. Im Juli 2014 unterschrieb Selmani einen Profivertrag, blieb jedoch Januar 2015 ohne einen einzigen Einsatz auf der Bank. Im Januar wechselte Selmani zu KS Kastrioti Kruja. Nach nur einem halben Jahr ging es für Selmani zum albanischen Erstligisten KF Laçi. Nach vier Jahren wechselte Selmani im Juli 2019 in die Türkei. Hier schloss er sich dem Zweitligisten Menemenspor aus Menemen an. Am 30. Januar 2021 gab Selmani bekannt, dass er zum Ligakonkurrenten Boluspor nach Bolu wechselt.

### Nationalmannschaft
Im März 2017 debütierte Selmani für die Albanische U-21 Auswahl beim Spiel gegen die Moldawische U-21 Auswahl. Das Spiel endete torlos. Im Jahr 2019 wurde Selmani für die A-Mannschaft von Albanien berufen. Er blieb als dritter Torwart jedoch auf der Ersatzbank.